# Panthera atrox
Pour les articles homonymes, voir Lion des cavernes.
Lion américain · Lion d'Amérique
Espèce
Répartition géographique
Statut de conservation UICN

EX : Éteint
Le Lion américain (Panthera atrox), ou Lion d'Amérique, est une espèce éteinte de grand félins de la sous-famille des Pantherinae et du genre Panthera, très proche du lion actuel, qui vivait en Amérique du Nord pendant le Pléistocène, il y a entre 340 000 et 11 000 ans. Des études génétiques ont montré qu'il  n'appartient pas à l'espèce Panthera spelaea ou à Panthera leo et qu'il s'agit donc d'une espèce totalement différente.
Avec une longueur de 1,60 m à 3,10 m de la tête à la queue (soit 25 % plus grand que le lion actuel) et un poids allant de 235 à 523 kg, il s'agit de l'un des plus grands et plus lourds félins ayant jamais existé.

## Description

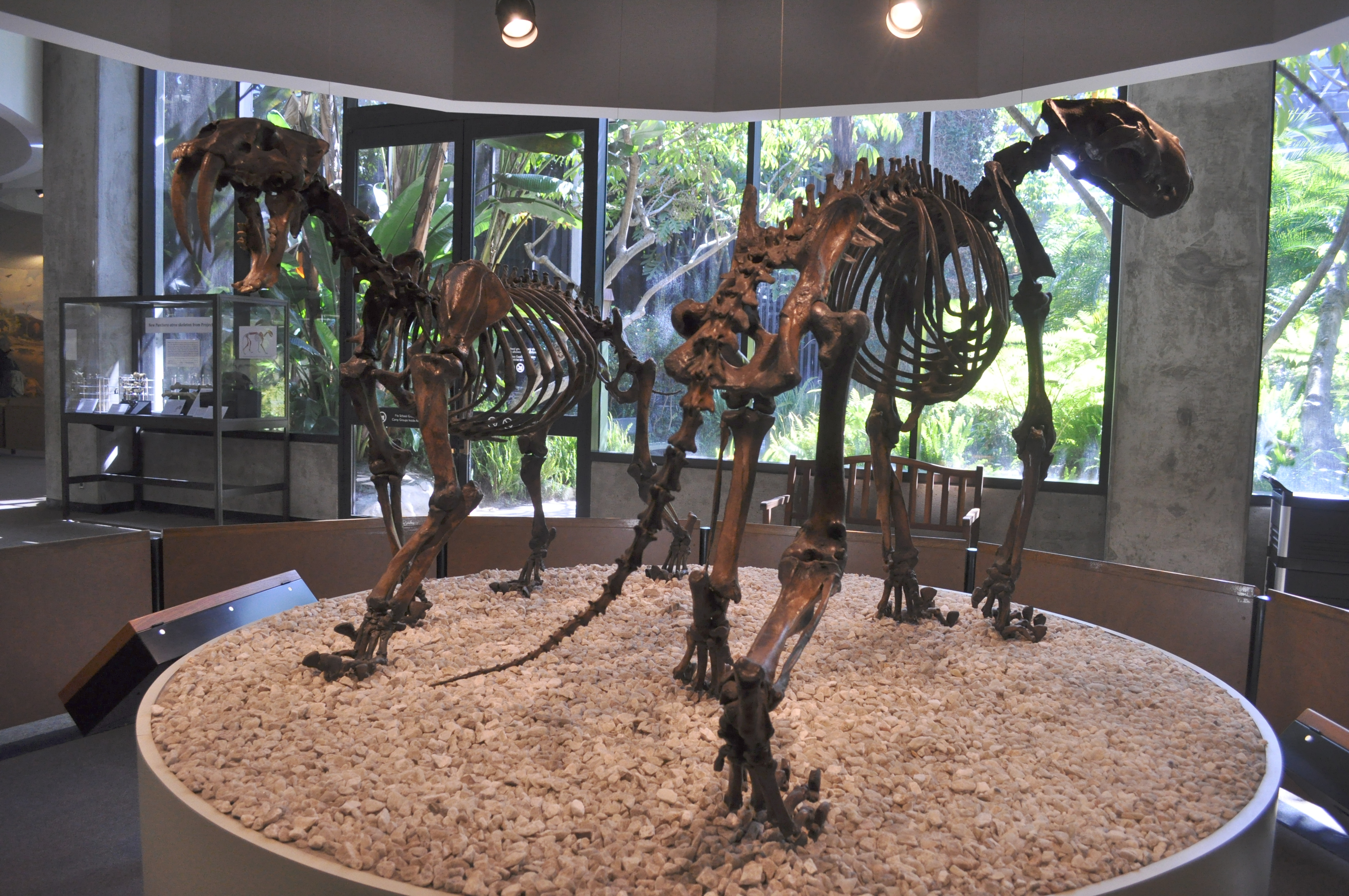
Squelette de Panthera atrox avec un Smilodon fatalis.

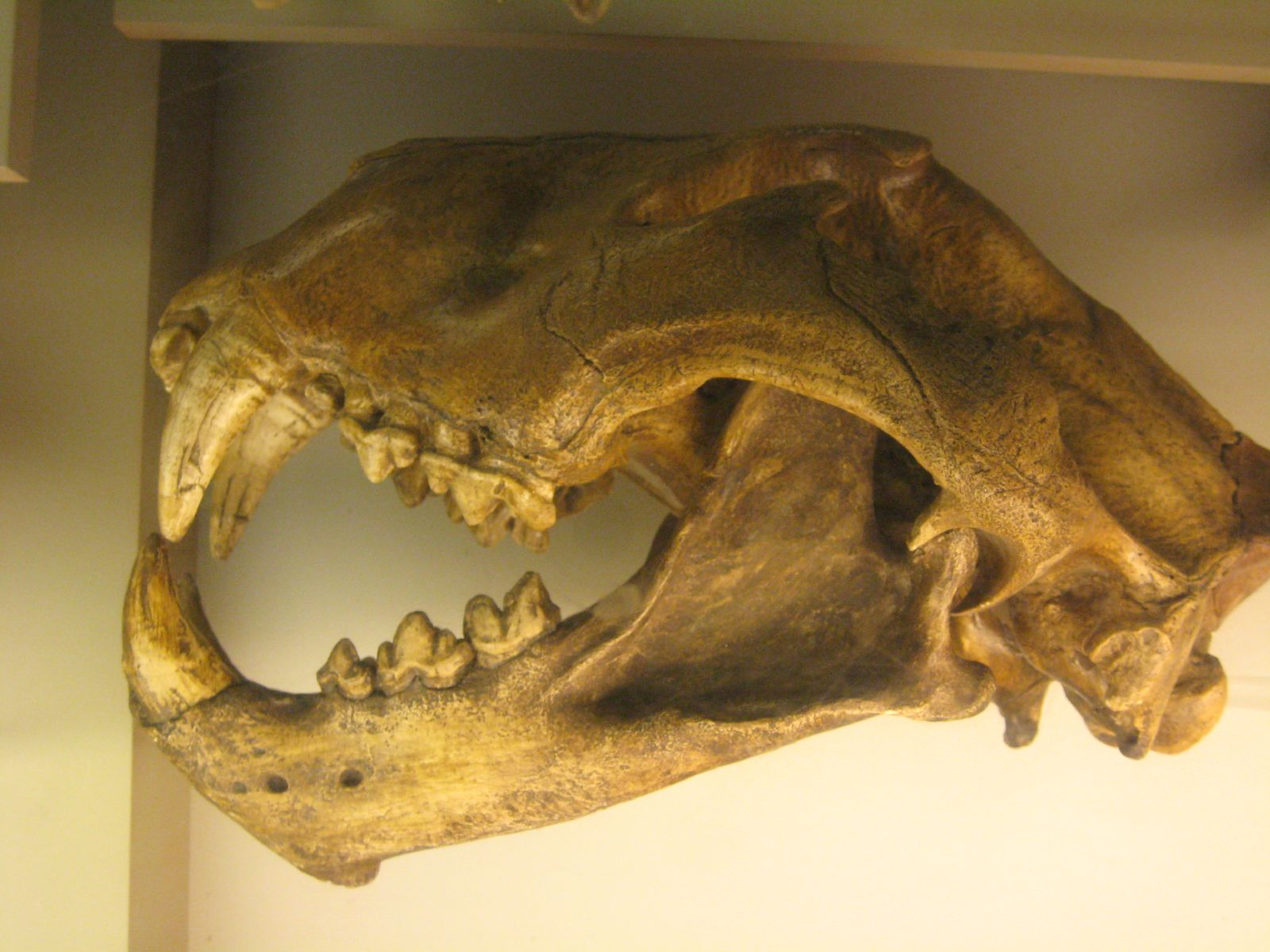
Le crâne et les mâchoires du lion américain étaient particulièrement épais.

Les lions américains présentaient des similarités avec les lions contemporains africains. Ils possédaient cependant une structure plus massive et s'impliquaient davantage dans les activités de chasse. D’après certaines représentations de lions de son cousin européen dans les cavernes, on suppose que le lion américain possédait peut-être quelques rayures, mais bien moins importantes que celles du tigre. On peut également supposer qu’il possédait une touffe de poils noirs au bout de sa queue. La crinière de cette espèce était bien moins dense que celle des lions africains, mais elle devait quand même s’assombrir avec l’âge[réf. nécessaire].

## Mœurs
Les lions américains vivaient probablement en groupe, comme les lions modernes, mais on pense qu’ils chassaient seuls ou en couple, contrairement aux lions actuels, sauf pour de grandes occasions. Cela a été prouvé par les lions de Rancho La Brea (Californie) où les jeunes avaient des dents plus usées que les jeunes lions modernes.
Ils ont pu habiter des grottes ou dans les fissures dans des roches pendant l’hiver, en cachant l’ouverture par des branches et de l’herbe sèche pour se protéger du froid, comme les tigres de l’Amour qui sont adaptés au même climat. L’abri n’était pas nécessaire plus au sud où l’hiver était moins rigoureux.
Selon leur structure anatomique, les lions américains étaient moins agiles que les lions africains, qui peuvent atteindre jusqu’à 48 km/h lors de leurs plus performantes accélérations. Ils chassaient alors des animaux moins rapides mais plus robustes, comme le bison, mais leur force et leur poids leur permettaient d’abattre la proie au sol, et la tuaient sans doute en lui mordant le museau afin de lui bloquer les voies respiratoires, comme les lions actuels. Ils s’attaquaient également aux chevaux, à des cervidés et même à de jeunes mammouths.

## Le lion américain et l'humain
De nombreux lions ont été retrouvés dans les restes de camps humains datés du Paléolithique. Cela laisse penser que les lions étaient chassés par les hommes (ou parfois vice-versa). Dans l’Idaho, des restes de lion américain ont été retrouvés dans les débris d’une grotte appelée Jaguar Cave. Ils sont datés de 10 300 ans[réf. souhaitée]. Plusieurs autres fossiles prouvent que ces lions ont été chassés par les premiers autochtones d'Amérique.

## Phylogénie
Cladogramme basé sur l'analyse phylogénétique des espèces vivantes et éteintes (†) du genre Panthera réalisée par P. Piras et ses collègues en 2018. P. atrox y est placée en groupe frère du Lion des cavernes d'Eurasie (Panthera spelaea) :
|  | \| \| † Panthera blytheae \| \| \| \| \| \| Panthera uncia (Panthère des neiges) \| \| \| \| |
|  |                                                                                              |
|  | † Panthera blytheae                                                                          |
|  |                                                                                              |
|  | Panthera uncia (Panthère des neiges)                                                         |
|  |                                                                                              |

|  | † Panthera blytheae                  |
|  |                                      |
|  | Panthera uncia (Panthère des neiges) |
|  |                                      |

|  | \| \| † Panthera zdanskyi (Tigre de Longdan) \| \| \| \| \| \| Panthera tigris (Tigre) \| \| \| \| |
|  | |
|  | † Panthera zdanskyi (Tigre de Longdan)                                                             |
|  | |
|  | Panthera tigris (Tigre)                                                                            |
|  | |

|  | † Panthera zdanskyi (Tigre de Longdan) |
|  |                                        |
|  | Panthera tigris (Tigre)                |
|  |                                        |

|  | \| \| † Panthera blytheae \| \| \| \| \| \| Panthera uncia (Panthère des neiges) \| \| \| \| |
|  |                                                                                              |
|  | † Panthera blytheae                                                                          |
|  |                                                                                              |
|  | Panthera uncia (Panthère des neiges)                                                         |
|  |                                                                                              |

|  | † Panthera blytheae                  |
|  |                                      |
|  | Panthera uncia (Panthère des neiges) |
|  |                                      |

|  | \| \| † Panthera zdanskyi (Tigre de Longdan) \| \| \| \| \| \| Panthera tigris (Tigre) \| \| \| \| |
|  | |
|  | † Panthera zdanskyi (Tigre de Longdan)                                                             |
|  | |
|  | Panthera tigris (Tigre)                                                                            |
|  | |

|  | † Panthera zdanskyi (Tigre de Longdan) |
|  |                                        |
|  | Panthera tigris (Tigre)                |
|  |                                        |

|  | \| \| † Panthera gombaszoegensis (Jaguar européen) \| \| \| \| \| \| Panthera onca (Jaguar) \| \| \| \| |
|  | |
|  | † Panthera gombaszoegensis (Jaguar européen)                                                            |
|  | |
|  | Panthera onca (Jaguar)                                                                                  |
|  | |

|  | † Panthera gombaszoegensis (Jaguar européen) |
|  |                                              |
|  | Panthera onca (Jaguar)                       |
|  |                                              |

|  | Panthera leo (Lion) |
|  | |
|  | \| \| † Panthera spelaea (Lion des cavernes d'Eurasie) \| \| \| \| \| \| † Panthera atrox (Lion d'Amérique) \| \| \| \| |
|  | |
|  | † Panthera spelaea (Lion des cavernes d'Eurasie)                                                                        |
|  | |
|  | † Panthera atrox (Lion d'Amérique)                                                                                      |
|  | |

|  | † Panthera spelaea (Lion des cavernes d'Eurasie) |
|  |                                                  |
|  | † Panthera atrox (Lion d'Amérique)               |
|  |                                                  |

|  | Panthera leo (Lion) |
|  | |
|  | \| \| † Panthera spelaea (Lion des cavernes d'Eurasie) \| \| \| \| \| \| † Panthera atrox (Lion d'Amérique) \| \| \| \| |
|  | |
|  | † Panthera spelaea (Lion des cavernes d'Eurasie)                                                                        |
|  | |
|  | † Panthera atrox (Lion d'Amérique)                                                                                      |
|  | |

|  | † Panthera spelaea (Lion des cavernes d'Eurasie) |
|  |                                                  |
|  | † Panthera atrox (Lion d'Amérique)               |
|  |                                                  |

|  | Panthera leo (Lion) |
|  | |
|  | \| \| † Panthera spelaea (Lion des cavernes d'Eurasie) \| \| \| \| \| \| † Panthera atrox (Lion d'Amérique) \| \| \| \| |
|  | |
|  | † Panthera spelaea (Lion des cavernes d'Eurasie)                                                                        |
|  | |
|  | † Panthera atrox (Lion d'Amérique)                                                                                      |
|  | |

|  | † Panthera spelaea (Lion des cavernes d'Eurasie) |
|  |                                                  |
|  | † Panthera atrox (Lion d'Amérique)               |
|  |                                                  |

|  | Panthera leo (Lion) |
|  | |
|  | \| \| † Panthera spelaea (Lion des cavernes d'Eurasie) \| \| \| \| \| \| † Panthera atrox (Lion d'Amérique) \| \| \| \| |
|  | |
|  | † Panthera spelaea (Lion des cavernes d'Eurasie)                                                                        |
|  | |
|  | † Panthera atrox (Lion d'Amérique)                                                                                      |
|  | |

|  | † Panthera spelaea (Lion des cavernes d'Eurasie) |
|  |                                                  |
|  | † Panthera atrox (Lion d'Amérique)               |
|  |                                                  |

|  | \| \| † Panthera gombaszoegensis (Jaguar européen) \| \| \| \| \| \| Panthera onca (Jaguar) \| \| \| \| |
|  | |
|  | † Panthera gombaszoegensis (Jaguar européen)                                                            |
|  | |
|  | Panthera onca (Jaguar)                                                                                  |
|  | |

|  | † Panthera gombaszoegensis (Jaguar européen) |
|  |                                              |
|  | Panthera onca (Jaguar)                       |
|  |                                              |

|  | Panthera leo (Lion) |
|  | |
|  | \| \| † Panthera spelaea (Lion des cavernes d'Eurasie) \| \| \| \| \| \| † Panthera atrox (Lion d'Amérique) \| \| \| \| |
|  | |
|  | † Panthera spelaea (Lion des cavernes d'Eurasie)                                                                        |
|  | |
|  | † Panthera atrox (Lion d'Amérique)                                                                                      |
|  | |

|  | † Panthera spelaea (Lion des cavernes d'Eurasie) |
|  |                                                  |
|  | † Panthera atrox (Lion d'Amérique)               |
|  |                                                  |

|  | Panthera leo (Lion) |
|  | |
|  | \| \| † Panthera spelaea (Lion des cavernes d'Eurasie) \| \| \| \| \| \| † Panthera atrox (Lion d'Amérique) \| \| \| \| |
|  | |
|  | † Panthera spelaea (Lion des cavernes d'Eurasie)                                                                        |
|  | |
|  | † Panthera atrox (Lion d'Amérique)                                                                                      |
|  | |

|  | † Panthera spelaea (Lion des cavernes d'Eurasie) |
|  |                                                  |
|  | † Panthera atrox (Lion d'Amérique)               |
|  |                                                  |

|  | Panthera leo (Lion) |
|  | |
|  | \| \| † Panthera spelaea (Lion des cavernes d'Eurasie) \| \| \| \| \| \| † Panthera atrox (Lion d'Amérique) \| \| \| \| |
|  | |
|  | † Panthera spelaea (Lion des cavernes d'Eurasie)                                                                        |
|  | |
|  | † Panthera atrox (Lion d'Amérique)                                                                                      |
|  | |

|  | † Panthera spelaea (Lion des cavernes d'Eurasie) |
|  |                                                  |
|  | † Panthera atrox (Lion d'Amérique)               |
|  |                                                  |

|  | Panthera leo (Lion) |
|  | |
|  | \| \| † Panthera spelaea (Lion des cavernes d'Eurasie) \| \| \| \| \| \| † Panthera atrox (Lion d'Amérique) \| \| \| \| |
|  | |
|  | † Panthera spelaea (Lion des cavernes d'Eurasie)                                                                        |
|  | |
|  | † Panthera atrox (Lion d'Amérique)                                                                                      |
|  | |

|  | † Panthera spelaea (Lion des cavernes d'Eurasie) |
|  |                                                  |
|  | † Panthera atrox (Lion d'Amérique)               |
|  |                                                  |

|  | \| \| † Panthera blytheae \| \| \| \| \| \| Panthera uncia (Panthère des neiges) \| \| \| \| |
|  |                                                                                              |
|  | † Panthera blytheae                                                                          |
|  |                                                                                              |
|  | Panthera uncia (Panthère des neiges)                                                         |
|  |                                                                                              |

|  | † Panthera blytheae                  |
|  |                                      |
|  | Panthera uncia (Panthère des neiges) |
|  |                                      |

|  | \| \| † Panthera zdanskyi (Tigre de Longdan) \| \| \| \| \| \| Panthera tigris (Tigre) \| \| \| \| |
|  | |
|  | † Panthera zdanskyi (Tigre de Longdan)                                                             |
|  | |
|  | Panthera tigris (Tigre)                                                                            |
|  | |

|  | † Panthera zdanskyi (Tigre de Longdan) |
|  |                                        |
|  | Panthera tigris (Tigre)                |
|  |                                        |

|  | \| \| † Panthera blytheae \| \| \| \| \| \| Panthera uncia (Panthère des neiges) \| \| \| \| |
|  |                                                                                              |
|  | † Panthera blytheae                                                                          |
|  |                                                                                              |
|  | Panthera uncia (Panthère des neiges)                                                         |
|  |                                                                                              |

|  | † Panthera blytheae                  |
|  |                                      |
|  | Panthera uncia (Panthère des neiges) |
|  |                                      |

|  | \| \| † Panthera zdanskyi (Tigre de Longdan) \| \| \| \| \| \| Panthera tigris (Tigre) \| \| \| \| |
|  | |
|  | † Panthera zdanskyi (Tigre de Longdan)                                                             |
|  | |
|  | Panthera tigris (Tigre)                                                                            |
|  | |

|  | † Panthera zdanskyi (Tigre de Longdan) |
|  |                                        |
|  | Panthera tigris (Tigre)                |
|  |                                        |

|  | \| \| † Panthera gombaszoegensis (Jaguar européen) \| \| \| \| \| \| Panthera onca (Jaguar) \| \| \| \| |
|  | |
|  | † Panthera gombaszoegensis (Jaguar européen)                                                            |
|  | |
|  | Panthera onca (Jaguar)                                                                                  |
|  | |

|  | † Panthera gombaszoegensis (Jaguar européen) |
|  |                                              |
|  | Panthera onca (Jaguar)                       |
|  |                                              |

|  | Panthera leo (Lion) |
|  | |
|  | \| \| † Panthera spelaea (Lion des cavernes d'Eurasie) \| \| \| \| \| \| † Panthera atrox (Lion d'Amérique) \| \| \| \| |
|  | |
|  | † Panthera spelaea (Lion des cavernes d'Eurasie)                                                                        |
|  | |
|  | † Panthera atrox (Lion d'Amérique)                                                                                      |
|  | |

|  | † Panthera spelaea (Lion des cavernes d'Eurasie) |
|  |                                                  |
|  | † Panthera atrox (Lion d'Amérique)               |
|  |                                                  |

|  | Panthera leo (Lion) |
|  | |
|  | \| \| † Panthera spelaea (Lion des cavernes d'Eurasie) \| \| \| \| \| \| † Panthera atrox (Lion d'Amérique) \| \| \| \| |
|  | |
|  | † Panthera spelaea (Lion des cavernes d'Eurasie)                                                                        |
|  | |
|  | † Panthera atrox (Lion d'Amérique)                                                                                      |
|  | |

|  | † Panthera spelaea (Lion des cavernes d'Eurasie) |
|  |                                                  |
|  | † Panthera atrox (Lion d'Amérique)               |
|  |                                                  |

|  | Panthera leo (Lion) |
|  | |
|  | \| \| † Panthera spelaea (Lion des cavernes d'Eurasie) \| \| \| \| \| \| † Panthera atrox (Lion d'Amérique) \| \| \| \| |
|  | |
|  | † Panthera spelaea (Lion des cavernes d'Eurasie)                                                                        |
|  | |
|  | † Panthera atrox (Lion d'Amérique)                                                                                      |
|  | |

|  | † Panthera spelaea (Lion des cavernes d'Eurasie) |
|  |                                                  |
|  | † Panthera atrox (Lion d'Amérique)               |
|  |                                                  |

|  | Panthera leo (Lion) |
|  | |
|  | \| \| † Panthera spelaea (Lion des cavernes d'Eurasie) \| \| \| \| \| \| † Panthera atrox (Lion d'Amérique) \| \| \| \| |
|  | |
|  | † Panthera spelaea (Lion des cavernes d'Eurasie)                                                                        |
|  | |
|  | † Panthera atrox (Lion d'Amérique)                                                                                      |
|  | |

|  | † Panthera spelaea (Lion des cavernes d'Eurasie) |
|  |                                                  |
|  | † Panthera atrox (Lion d'Amérique)               |
|  |                                                  |

|  | \| \| † Panthera gombaszoegensis (Jaguar européen) \| \| \| \| \| \| Panthera onca (Jaguar) \| \| \| \| |
|  | |
|  | † Panthera gombaszoegensis (Jaguar européen)                                                            |
|  | |
|  | Panthera onca (Jaguar)                                                                                  |
|  | |

|  | † Panthera gombaszoegensis (Jaguar européen) |
|  |                                              |
|  | Panthera onca (Jaguar)                       |
|  |                                              |

|  | Panthera leo (Lion) |
|  | |
|  | \| \| † Panthera spelaea (Lion des cavernes d'Eurasie) \| \| \| \| \| \| † Panthera atrox (Lion d'Amérique) \| \| \| \| |
|  | |
|  | † Panthera spelaea (Lion des cavernes d'Eurasie)                                                                        |
|  | |
|  | † Panthera atrox (Lion d'Amérique)                                                                                      |
|  | |

|  | † Panthera spelaea (Lion des cavernes d'Eurasie) |
|  |                                                  |
|  | † Panthera atrox (Lion d'Amérique)               |
|  |                                                  |

|  | Panthera leo (Lion) |
|  | |
|  | \| \| † Panthera spelaea (Lion des cavernes d'Eurasie) \| \| \| \| \| \| † Panthera atrox (Lion d'Amérique) \| \| \| \| |
|  | |
|  | † Panthera spelaea (Lion des cavernes d'Eurasie)                                                                        |
|  | |
|  | † Panthera atrox (Lion d'Amérique)                                                                                      |
|  | |

|  | † Panthera spelaea (Lion des cavernes d'Eurasie) |
|  |                                                  |
|  | † Panthera atrox (Lion d'Amérique)               |
|  |                                                  |

|  | Panthera leo (Lion) |
|  | |
|  | \| \| † Panthera spelaea (Lion des cavernes d'Eurasie) \| \| \| \| \| \| † Panthera atrox (Lion d'Amérique) \| \| \| \| |
|  | |
|  | † Panthera spelaea (Lion des cavernes d'Eurasie)                                                                        |
|  | |
|  | † Panthera atrox (Lion d'Amérique)                                                                                      |
|  | |

|  | † Panthera spelaea (Lion des cavernes d'Eurasie) |
|  |                                                  |
|  | † Panthera atrox (Lion d'Amérique)               |
|  |                                                  |

|  | Panthera leo (Lion) |
|  | |
|  | \| \| † Panthera spelaea (Lion des cavernes d'Eurasie) \| \| \| \| \| \| † Panthera atrox (Lion d'Amérique) \| \| \| \| |
|  | |
|  | † Panthera spelaea (Lion des cavernes d'Eurasie)                                                                        |
|  | |
|  | † Panthera atrox (Lion d'Amérique)                                                                                      |
|  | |

|  | † Panthera spelaea (Lion des cavernes d'Eurasie) |
|  |                                                  |
|  | † Panthera atrox (Lion d'Amérique)               |
|  |                                                  |